# IC 1511
IC 1511 — галактика типу * (зірка) у сузір'ї Пегас.
Цей об'єкт міститься в оригінальній редакції індексного каталогу.